# Mötet i Stockholm 1439
Mötet i Stockholm 1439 var en sammankomst av Sveriges riksråd som hölls i Stockholm för att diskutera och besluta om Sveriges angelägenheter. Det inleddes i slutet av april 1439 och avslutades samma månad.
Karl Knutsson (Bonde) utsågs till riksföreståndare i ett möte i Stockholm oktober 1438, som i sin tur var en uppföljning av en resolution antagit i ett möte i Tälje i augusti 1438, där kungen Erik av Pommern uppmanats att bara utse infödda svenska till slottsfogdar. Karl Knutsson (Bonde) avsattes sedan av kungen i en skrivelse utfärdad 19 mars 1439. 
Rådsmötet i Stockholm 1439 förklarade avsättningen ogiltig.